# Lippstadt
Lippstadt is een stad en gemeente in de Duitse deelstaat Noordrijn-Westfalen, gelegen in de Kreis Soest. De gemeente telt 67.793 inwoners (31 december 2020) op een oppervlakte van 113,60 km².

## Stadsdelen

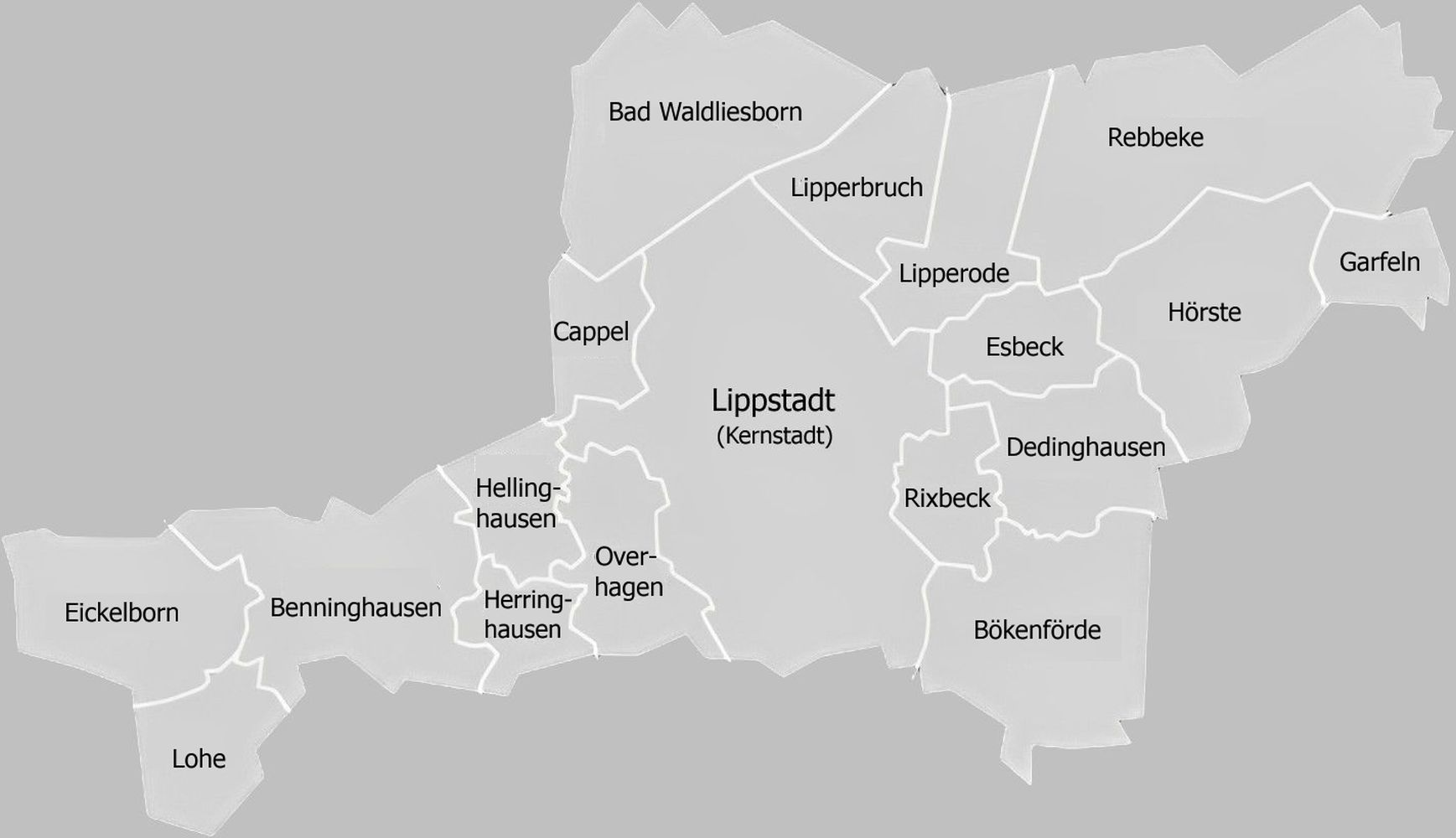
Stadsdelen

Behalve de stad Lippstadt zelf, die ca. 50.000 inwoners telt, zijn er 17 dorpen, die als Stadtteil tot de gemeente behoren. Van een aantal dorpen wordt het aantal inwoners niet apart bijgehouden, of dit ligt beneden 1.000 mensen, en wordt in de onderstaande lijst weggelaten:
- Lipperbruch, ca. 2.400 inwoners, ligt 4 km ten noorden van de stad.  Het dorp is in 1935 ontstaan rondom de nieuwe luchtmachtbasis; na de Tweede Wereldoorlog is de Fliegerhorst omgevormd  tot een kolonie voor Heimatvertriebene, Duitse vluchtelingen uit Oost-Europa. Diverse delen van de officierskazernes, waarvan enkele met monumentenstatus, zijn gerestaureerd en zijn nu woonflats.
- Bad Waldliesborn,  4 km ten noordwesten van de stad, is  sinds 1904 een kuuroord met geneeskrachtige, keukenzouthoudende bronnen.
- Cappel, ten westen van de stad, heeft ca. 2.600 inwoners, huisvest de HELLA-fabriek. Het dorp heeft ook een bezienswaardige kerk, de Stiftskirche Maria und Andreas.
- Lipperode, 4 km ten noordoosten van de stad, heeft ca. 4.200 inwoners.
- Eickelborn, 8 km ten westen van de stad, heeft 2.100 inwoners. Er staat een zeer grote instelling voor psychiatrische geneeskunde.
- Benninghausen, iets ten oosten van Eickelborn, met ca. 1.800 inwoners, had al in 1240 een nonnenklooster van de orde der cisterciënzers. De restanten van dit klooster herbergen eveneens een psychiatrisch ziekenhuis. Een deel van het dorp is na de Tweede Wereldoorlog gebouwd voor  Heimatvertriebene.
- Lohe, bij Benninghausen
- Hellinghausen, een zeer klein dorp 3 km ten zuidwesten van de stad, bezit een monumentaal aan St. Clemens gewijd dorpskerkje.
- Herringhausen, direct ten zuiden van Hellinghausen, bezit een van omstreeks 1730 daterend barokkasteel, dat bewoond wordt en niet kan worden bezichtigd.
- Overhagen, direct ten zuidwesten van de stad, heeft ook een voormalig kasteel. Hierin is een middelbare school gehuisvest.
- Esbeck, dat al sinds 1036 bestaat, ligt aan de noord-noordoostrand van de stad; ten noorden hiervan is een natuurgebied met enige meertjes.
- Dedinghausen, ten zuiden van Esbeck, heeft ca. 1.900 inwoners en heeft een stationnetje van de stoptrein naar Geseke.
- Rixbeck, tussen de stad en Dedinghausen, nu deels een industriegebied
- Hörste, 2 km oostelijk van Esbeck, bestaat al sinds 981. Het dorp, met ca. 1.600 inwoners, heeft een bezienswaardig, aan St. Martinus gewijd kerkje en een aantal schilderachtige vakwerkboerderijen.
- Garfeln, ten oosten van Hörste
- Rebbeke, ten noorden van Garfeln
- Bökenförde, ten zuiden van de stad, heeft ruim 1.500 inwoners. Het is een bedevaartoord van Onze Lieve Vrouwe, en bezit daarom een grote dorpskerk (Dionysiuskirche). Bij dit dorp staat een groot tussen 1748 en 1765 gebouwd barokkasteel, Schwarzenraben genaamd. In 1935 werd het kasteel na een enorme brand, die aan twee brandweerlieden het leven kostte, in oude stijl herbouwd. Na een restauratie omstreeks het jaar 2000 is het een exclusief hotel met restaurant geworden, en dus alleen voor de gasten daarvan te bezoeken.

## Ligging
De stad is gelegen aan de rivier Lippe. Het stadscentrum ligt direct aan de zuidoever van die rivier. Ten noorden van de stad ligt het Lipperbruch, een laagveengebied. Ten westen van de stad strekt zich de Soester Börde, een vruchtbaar landbouwgebied, uit.
Ongeveer 20 km ten west-zuidwesten van Lippstadt ligt Soest.
Ongeveer 20 km ten zuiden van Lippstadt, bij Belecke, ligt het Arnsberger Wald, wat het noordelijkste deel van het Sauerland vormt.

## Verkeer en vervoer
Tien km ten zuiden van de stad, bij Erwitte, is afrit 58 van de Autobahn A44. Erwitte zelf ligt 7 km ten zuiden van Lippstadt aan de Bundesstraße 1, die west-oost  over de oude Westfaalse hellweg loopt.
De stad heeft een station aan de doorgaande spoorlijn van Paderborn en Geseke aan de oostkant naar Soest en Dortmund in westelijke richting. Er zijn nog twee zijlijnen, één via Beckum naar Münster in noordwestelijke richting, en één naar Belecke en Warstein, in zuidelijke richting maar die worden alleen nog voor goederenvervoer gebruikt.
Een op werkdagen frequent rijdende streekbus verbindt Benninghausen met Ostinghausen en Bettinghausen (beide gemeente Bad Sassendorf) en heeft zijn eindpunt in Bad Sassendorf zelf.
Op 20 km ten oosten van de stad ligt een vliegveld, Flughafen Paderborn Lippstadt.

## Economie
De belangrijkste werkgever in de gemeente is het aan de MDAX-effectenbeurs genoteerde concern HELLA KGaA-Hueck &Co, een producent van en handelsonderneming in auto-accessoires, -software en -onderdelen. Dit bedrijf biedt in de stad en in het naburige Erwitte gevestigde distributiecentrum vele duizenden arbeidsplaatsen. Het grootste Lippstädter complex van deze onderneming staat in het stadsdeel Cappel.

## Geschiedenis

### Middeleeuwen
Al voor de 12e eeuw ontstond hier bij een voorde in de Lippe een marktdorp. Hier kruisten twee belangrijke handelsroutes elkaar: van Münster naar Paderborn west-oost, en van Lübeck naar Frankfurt am Main noord-zuid. 
In 1179 werd deze nederzetting door het oprukkende Keurvorstendom Keulen onder leiding van bisschop Filips I van Heinsberg verwoest.

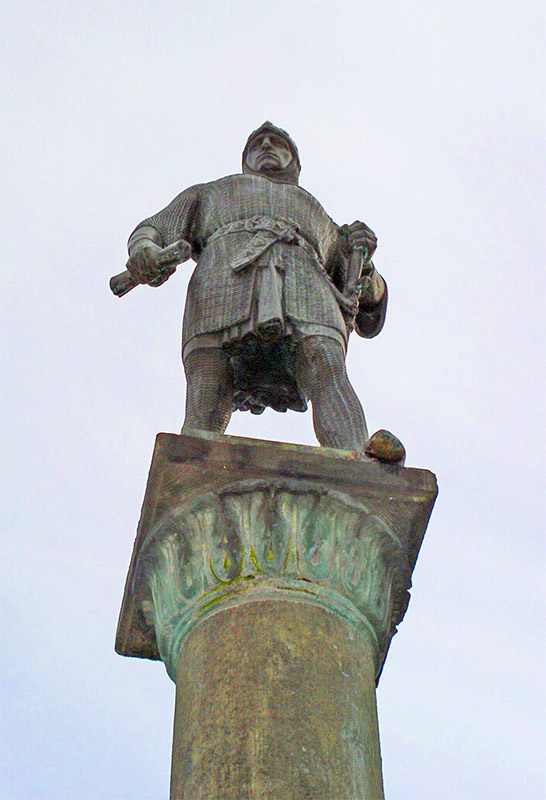
Standbeeld van Bernhard II in Lippstadt
Lippstadt 1588

Het nieuwe Lippstadt werd in 1184 of 1185 onder de naam Lippe met toestemming van Frederik Barbarossa  als een planmatig aangelegde stad gesticht door graaf Bernhard II van Lippe. Deze verleende Lippstadt in 1222 ook stadsrechten. Tussen plm. 1265 en 1292 werd de eerste stadsommuring gebouwd. In het midden van de 13e eeuw kreeg de stad het muntrecht; de munten zijn te herkennen aan de Lipperose, een bloem met 5 bloembladen.
In 1253 was Lippstadt samen met o.a. Münster en Soest oprichtster van de Westfaalse Stedenbond, een voorloper van de Hanze. Al spoedig trad Lippstadt ook toe tot de Hanze en was daarvan in de late 13e en 14e eeuw een belangrijk lid.

### Van de Reformatie tot 1933

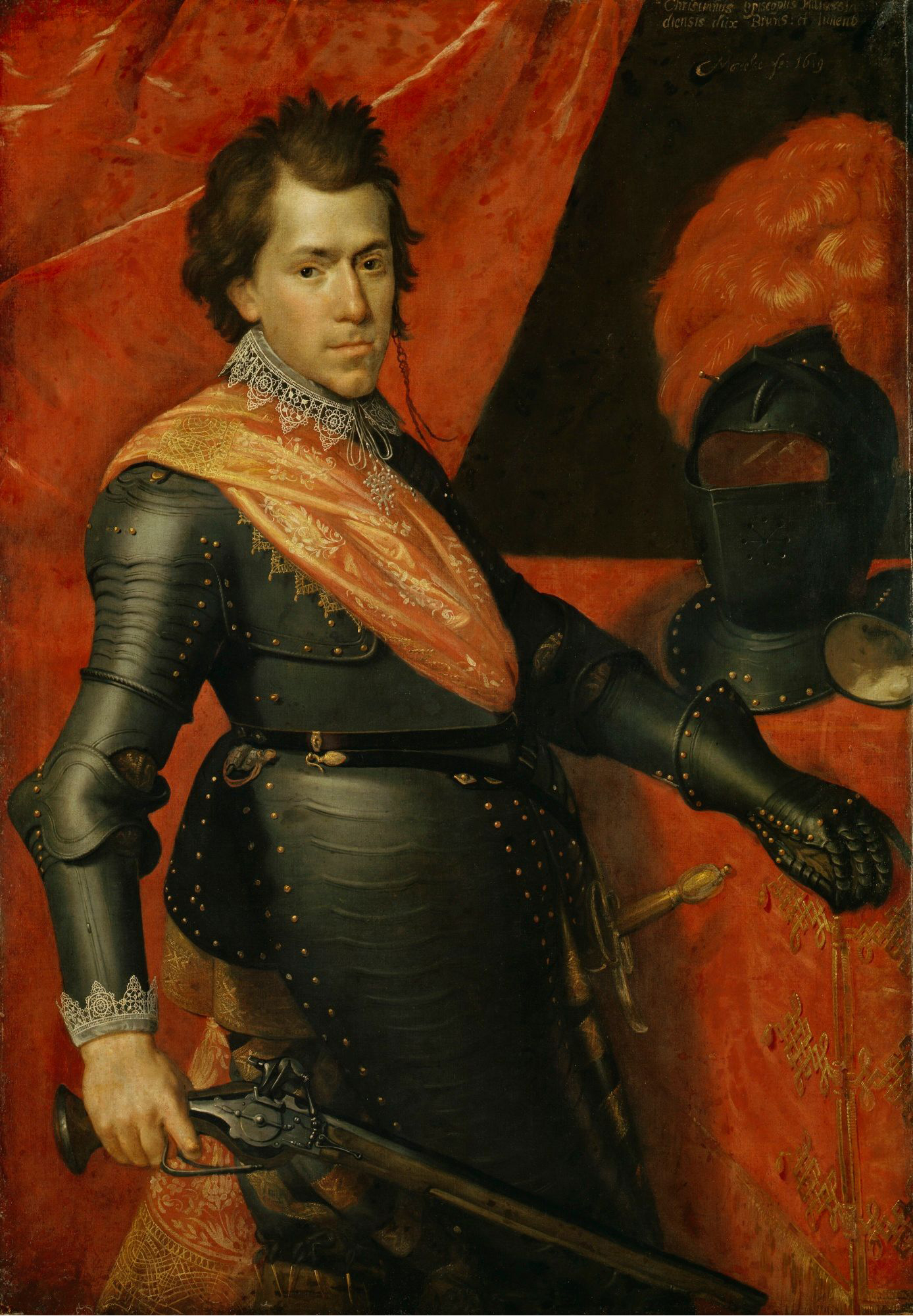
Hertog Christian van Brunswijk, schilderij van Paulus Moreelse, 1619]
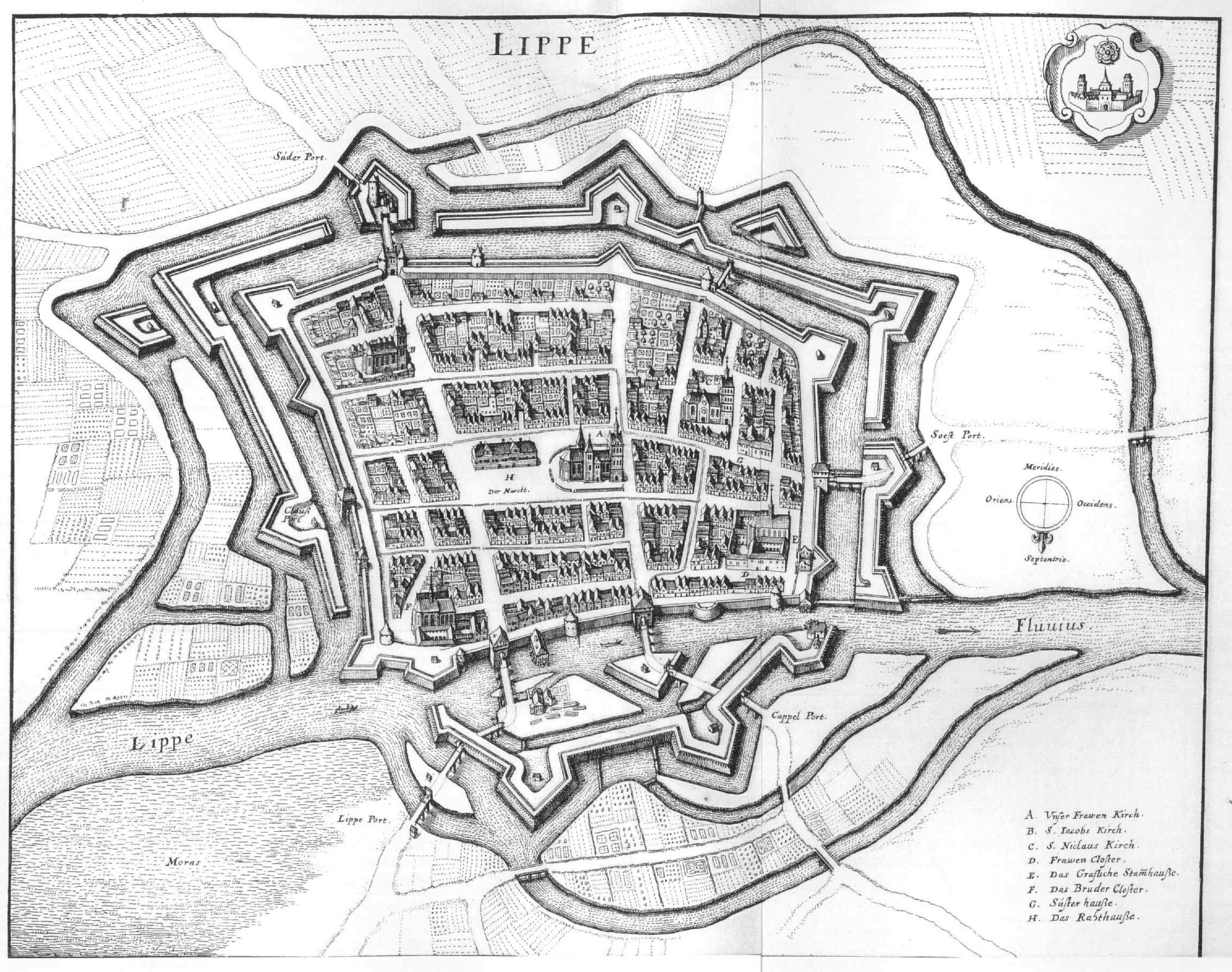
Lippstadt in de 17e eeuw

In 1523 predikte de monnik Johannes Westermann, die Maarten Luther in Wittenberg had leren kennen, de lutherse leer in Lippstadt. In 1531 was er in de stad een succesvolle machtsovername van de gildemeesters, die meer inspraak in het stadsbestuur eisten, en de protestanten, maar na 1535 vond onder invloed van de Keulse aartsbisschoppen een door een economische blokkade geforceerde katholieke machtsrestauratie plaats. Deze was van korte duur; de landsheren hadden zich ook tot de lutherse leer bekeerd, en na de Godsdienstvrede van Augsburg in 1555 was Lippstadt overwegend weer protestants. Dit bleef ook na de Dertigjarige Oorlog, waarin de stad meermaals was belegerd en ingenomen, het geval.  Het hertogdom Brandenburg-Pruisen kreeg de stad in handen en liet in de 17e eeuw vestingwerken om Lippstadt aanleggen.  In 1573, 1630 en 1677 vonden in Lippstadt drie heksenprocessen plaats, waarvan vooral de beide eerste geruchtmakend waren.
In deze tijd begon de achteruitgang van de stad. Stadsbranden, epidemieën en oorlogsgeweld  in 1757 en 1761 tijdens de Zevenjarige Oorlog zorgden voor sterk economisch verval.
Na 1850, toen Lippstadt een spoorwegaansluiting kreeg, trad duidelijk herstel in, mede omdat de Lippe nog voor stoomschepen bevaarbaar was gebleken. Er vestigden zich diverse fabrieken, o.a. van ijzerdraad (1860) en kanonnen (1905).

### Derde Rijk
Al in 1933 kregen de nazi's controle over de psychiatrische inrichtingen en het ziekenhuis van de stad. Talrijke mensen zijn er slachtoffer geworden van gedwongen sterilisatie en zelfs van euthanasie op zgn. lebensunwertes Leben (zie: Aktion T4). De stad kreeg een kazerne voor FLAK (luchtafweergeschut) en een  belangrijk militair vliegveld. Twee metaalfabrieken, waar o.a. munitie werd gemaakt,  werden deels omgevormd tot Außenlager van het concentratiekamp Buchenwald. Veel dwangarbeiders kwamen door de onmenselijke behandeling om het leven. Op 10 mei 1940 was Lippstadt, om precies te zijn: de Fliegerhorst van de Luftwaffe bij Lipperbruch, ten noorden van de stad zelf, het vertrekpunt voor Duitse luchtlandingstroepen die op 10 mei 1940 vliegveld Valkenburg aanvielen in het kader van Fall Gelb; de Duitse opmars naar het westen. Doordat het geen grootstad is, en doordat Lippstadt in 1945 zonder gevecht aan de geallieerden werd overgegeven, bleef de stad grotendeels gespaard van zware bombardementen.

### 1945 - heden
Na de oorlog trad economisch herstel in. In juli 1965 werd de stad getroffen door een zware overstroming van de rivier de Lippe en liep veel schade op. Er vielen geen doden in de stad, maar de ziekenhuizen van Lippstadt liepen ook onder en moesten tijdelijk ontruimd worden.
Daarna bleven door de bouw van talrijke stuwen, sluizen en andere waterwerken in de Lippe en haar zijrivieren nieuwe overstromingsrampen tot dusverre uit.

## Bezienswaardigheden
- De in 1205 gebouwde Große Marienkirche, een lutherse kerk. De gotische kruisbasiliek heeft een toren, die in de 17e eeuw van een barok koepeltje is voorzien. Binnen zijn o.a. fresco's uit de 16e eeuw bewaard gebleven, alsmede divers kerkmeubilair uit de 15e- 19e eeuw. Ter gelegenheid van het 500-jarige jubileum van de  Reformatie werden ter ere van Maarten Luther in 2017 door de kunstenaar Markus Lüpertz twee nieuwe kerkramen aangebracht.
- De ruïne van de in 1240 voor een nonnenklooster der cisterciënzers gebouwde, en in het midden van de 19e eeuw vervallen  Stiftskirche St. Marien, in de stad Kleine Marienkirche genoemd.
- Jacobikirche, 13e eeuw, gotisch met grote vierkante toren, luthers, niet alleen als kerk maar ook als multifunctioneel cultureel centrum in gebruik
- Nicolaikirche,vroeg 13e eeuw, romaans deels gotisch; rooms-katholiek
- Enkele oude vakwerkhuizen waarvan het huis Goldener Hahn uit 1566 het oudste is
- Het raadhuis van de stad is monumentaal

## Stedenband
Lippstadt heeft sinds 1971 een stedenband met de Nederlandse Partnerstadt Uden.

## Geboren
- Anton Praetorius (1566-1613), activist tegen heksenvervolging
- Johannes Stephanus Strümphler (1736-1807), Nederlandse orgelbouwer van Duitse afkomst
- Martin Niemöller (1892-1984), militair, lutherse theoloog en verzetsstrijder
- Karl-Heinz Rummenigge (25 september 1955), voetballer en voetbalbestuurder

## Afbeeldingen

Raadhuis
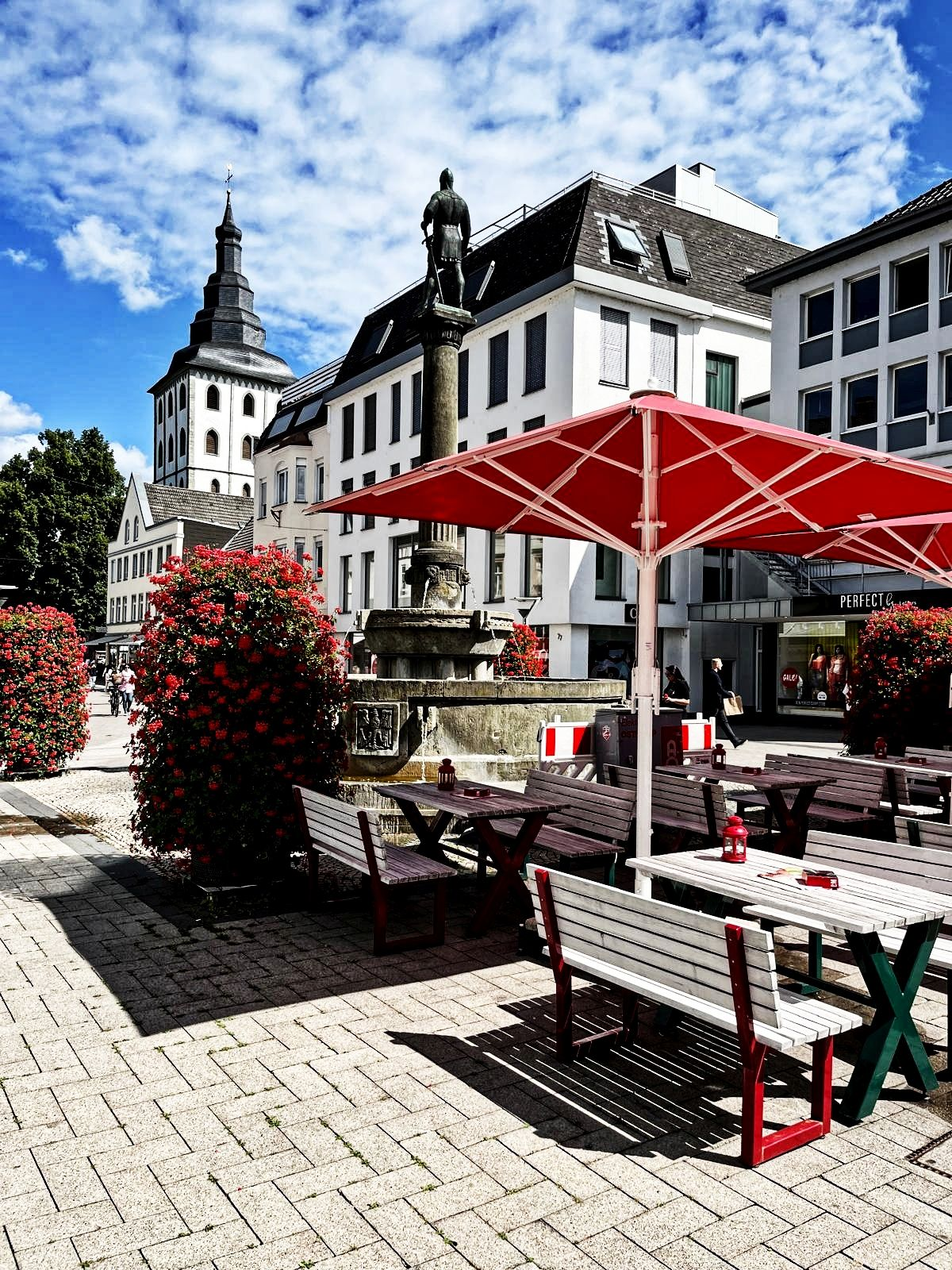
Lange Straße - Bernhardbrunnen, Jakobikerk
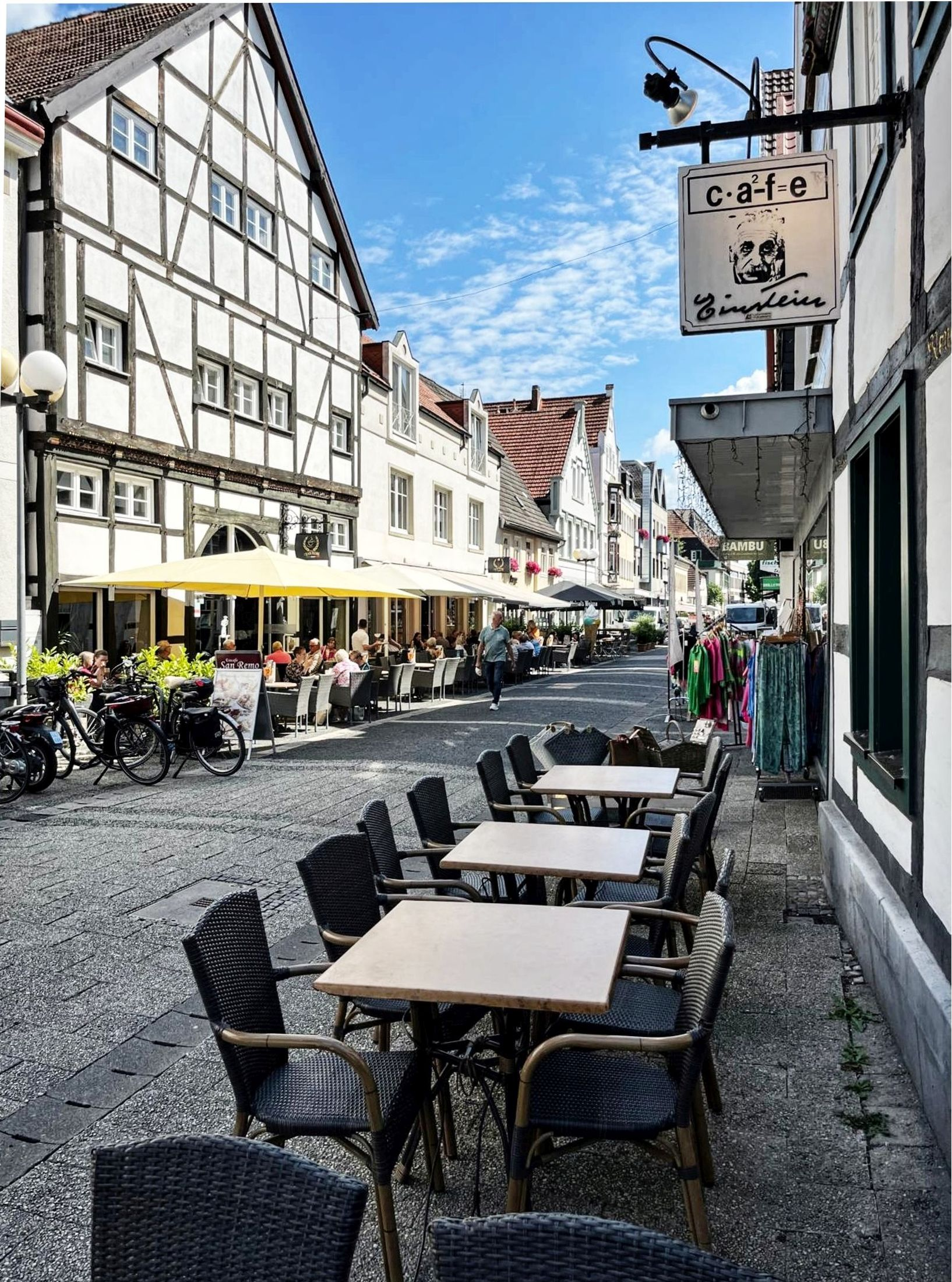
Poststraße
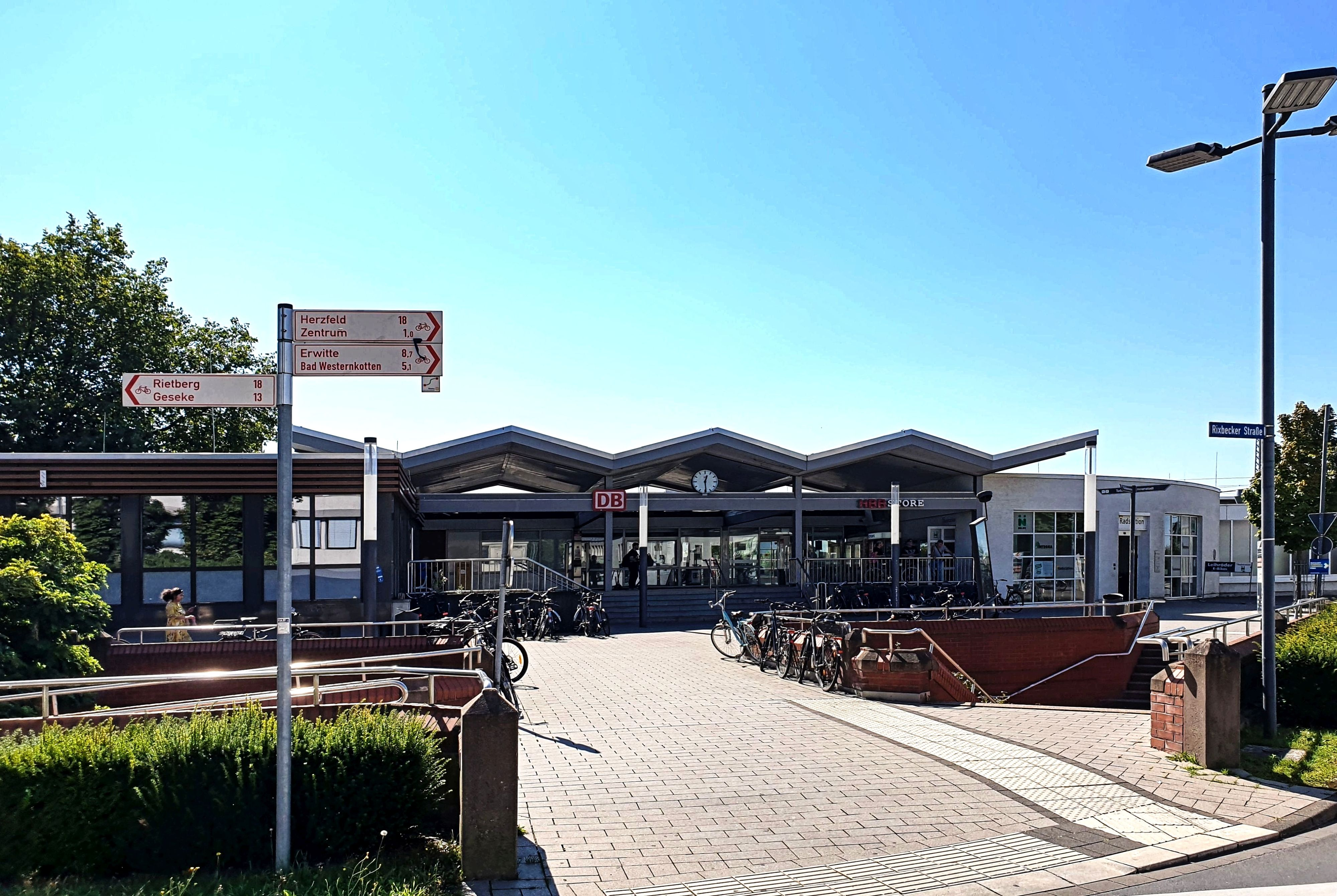
Station
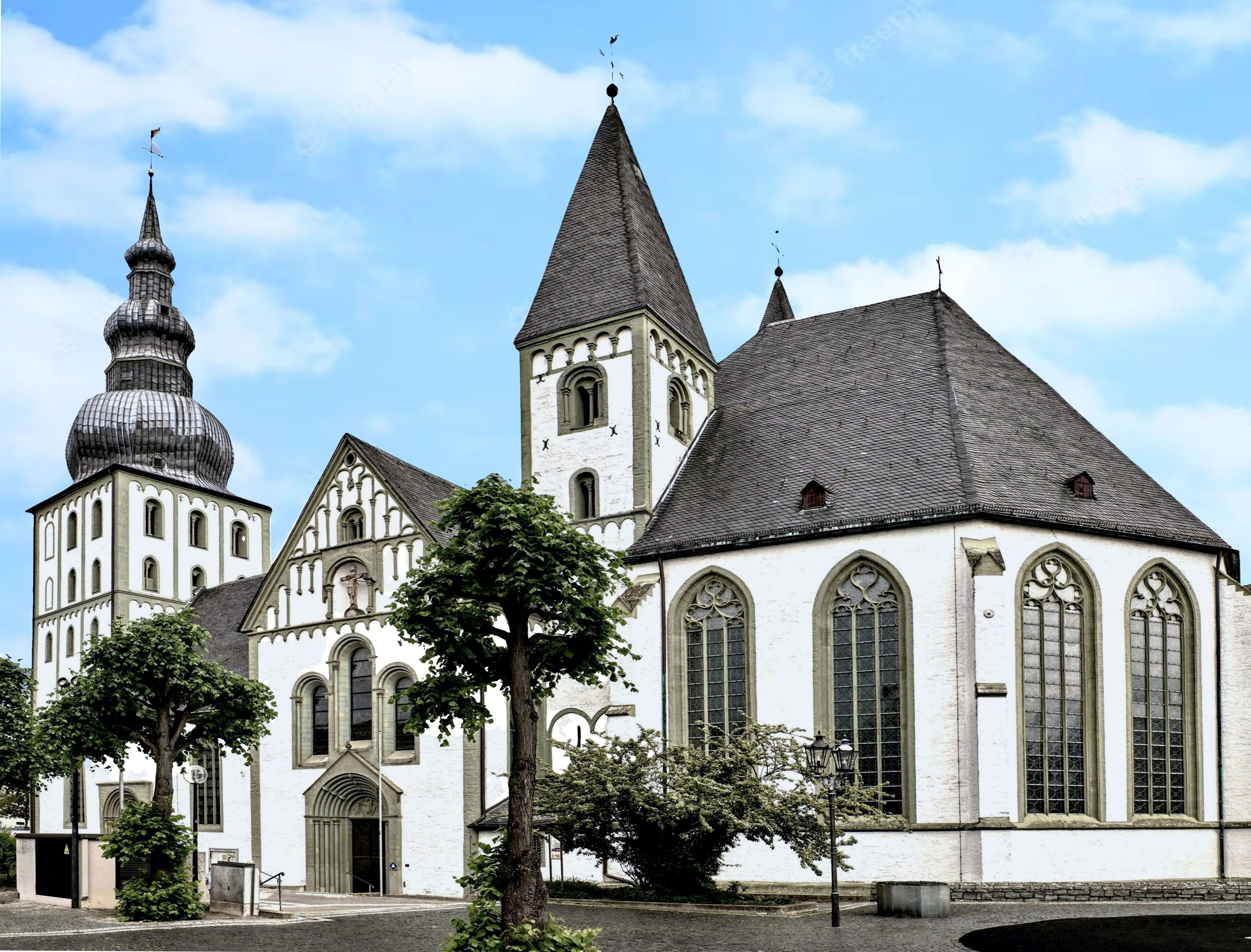
Grote Sint-Mariakerk
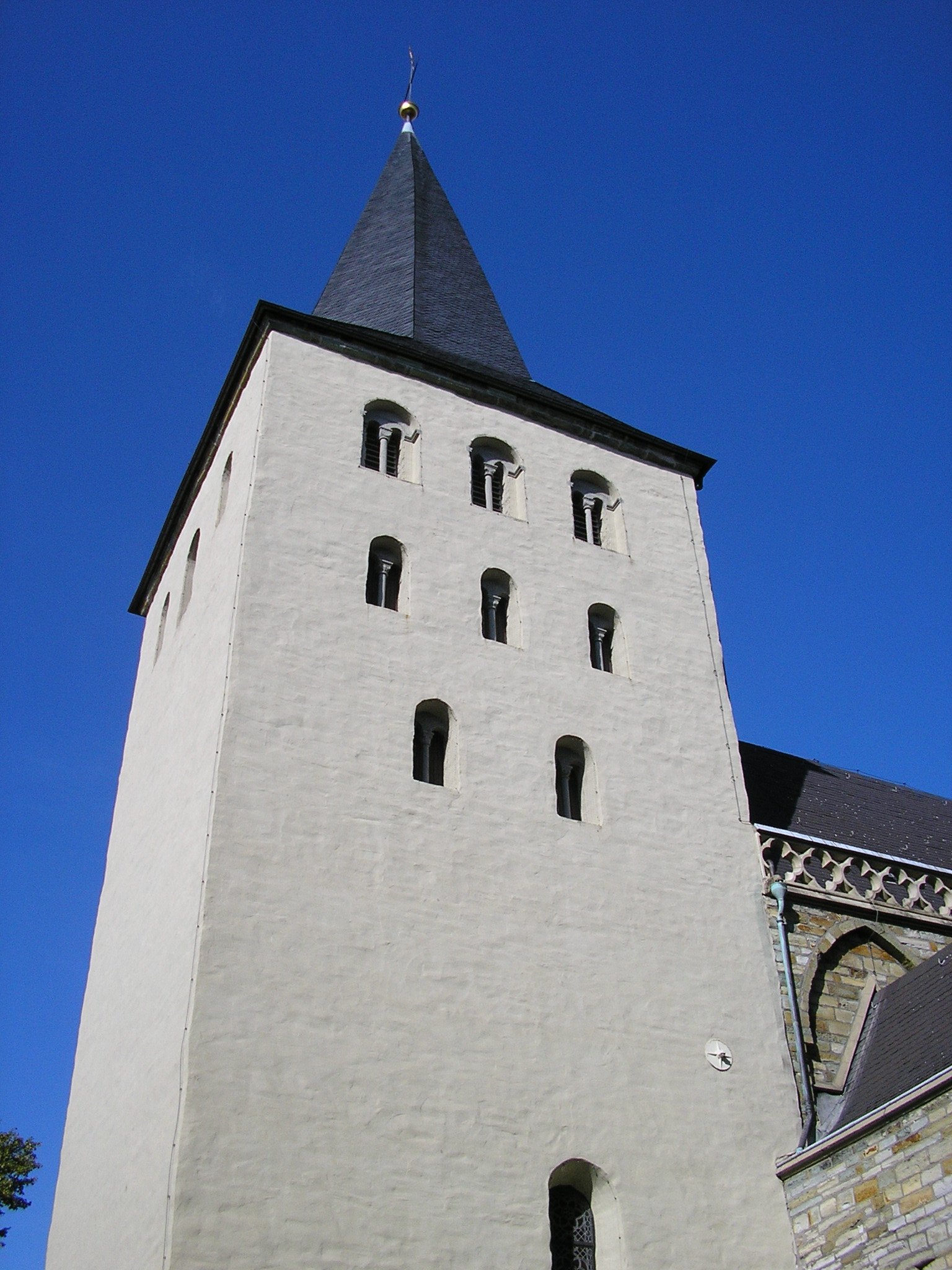
Nicolaikerk
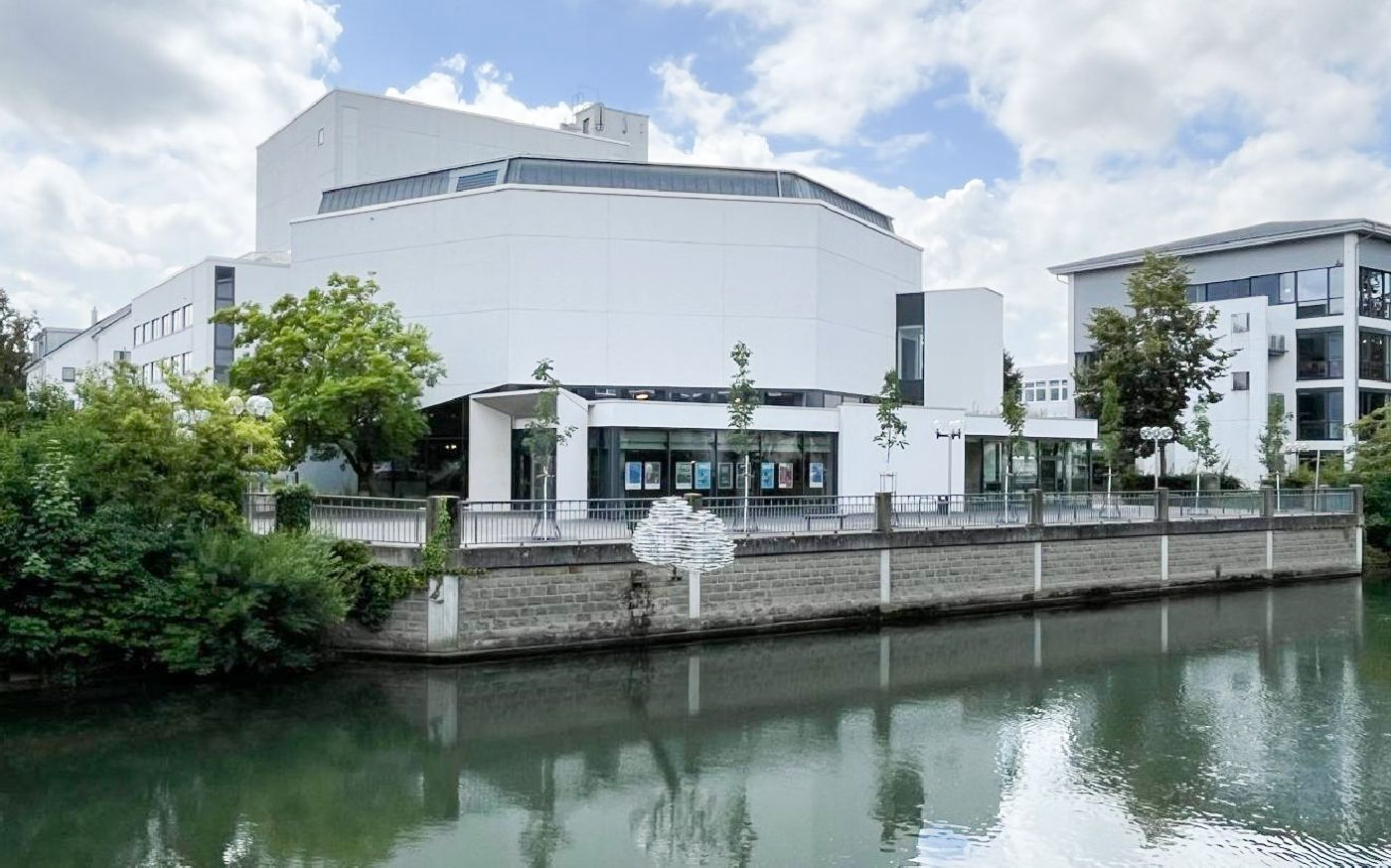
Stadttheater (schouwburg) met 787 zitplaatsen
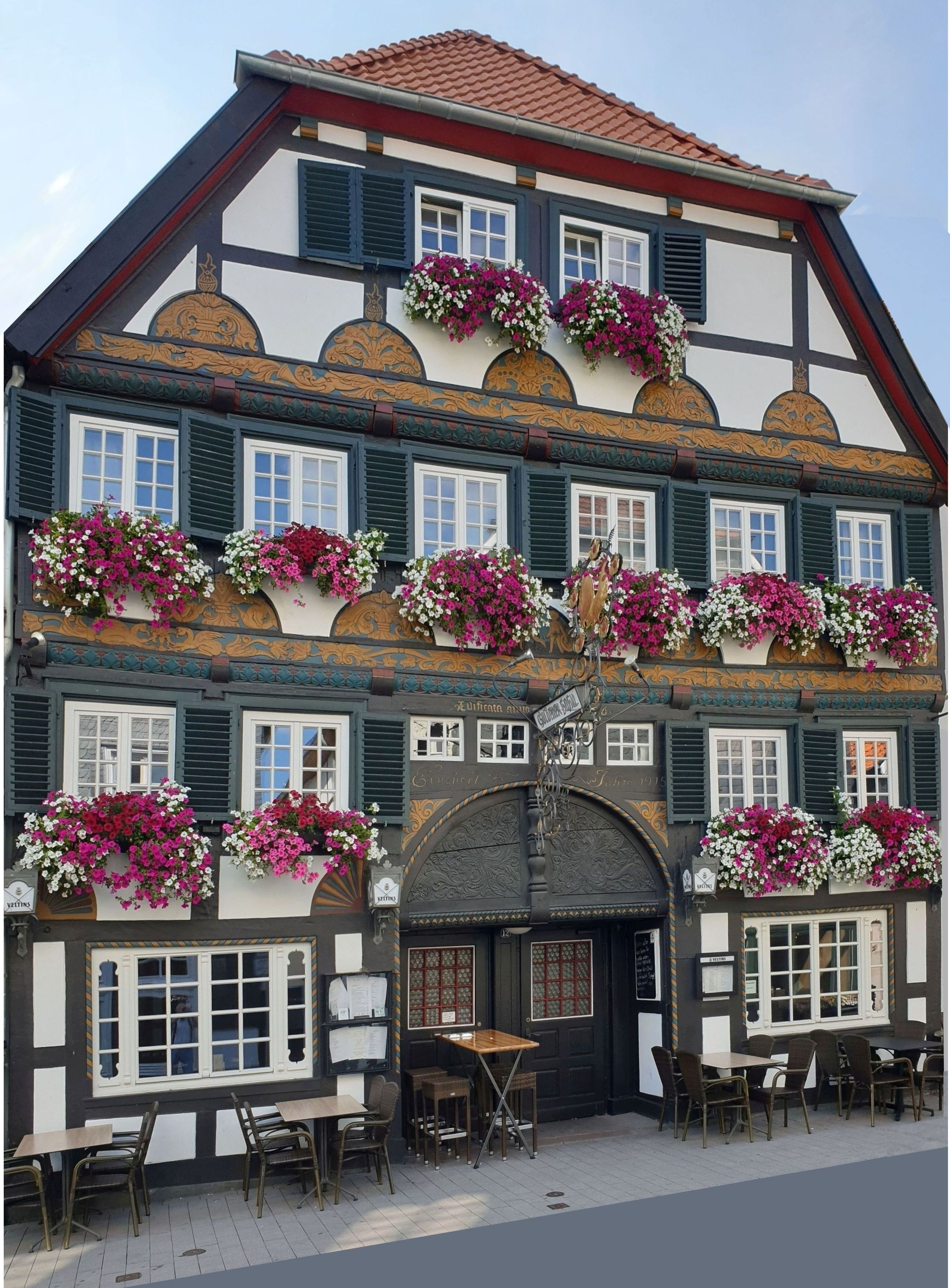
Huis Goldener Hahn (1566)
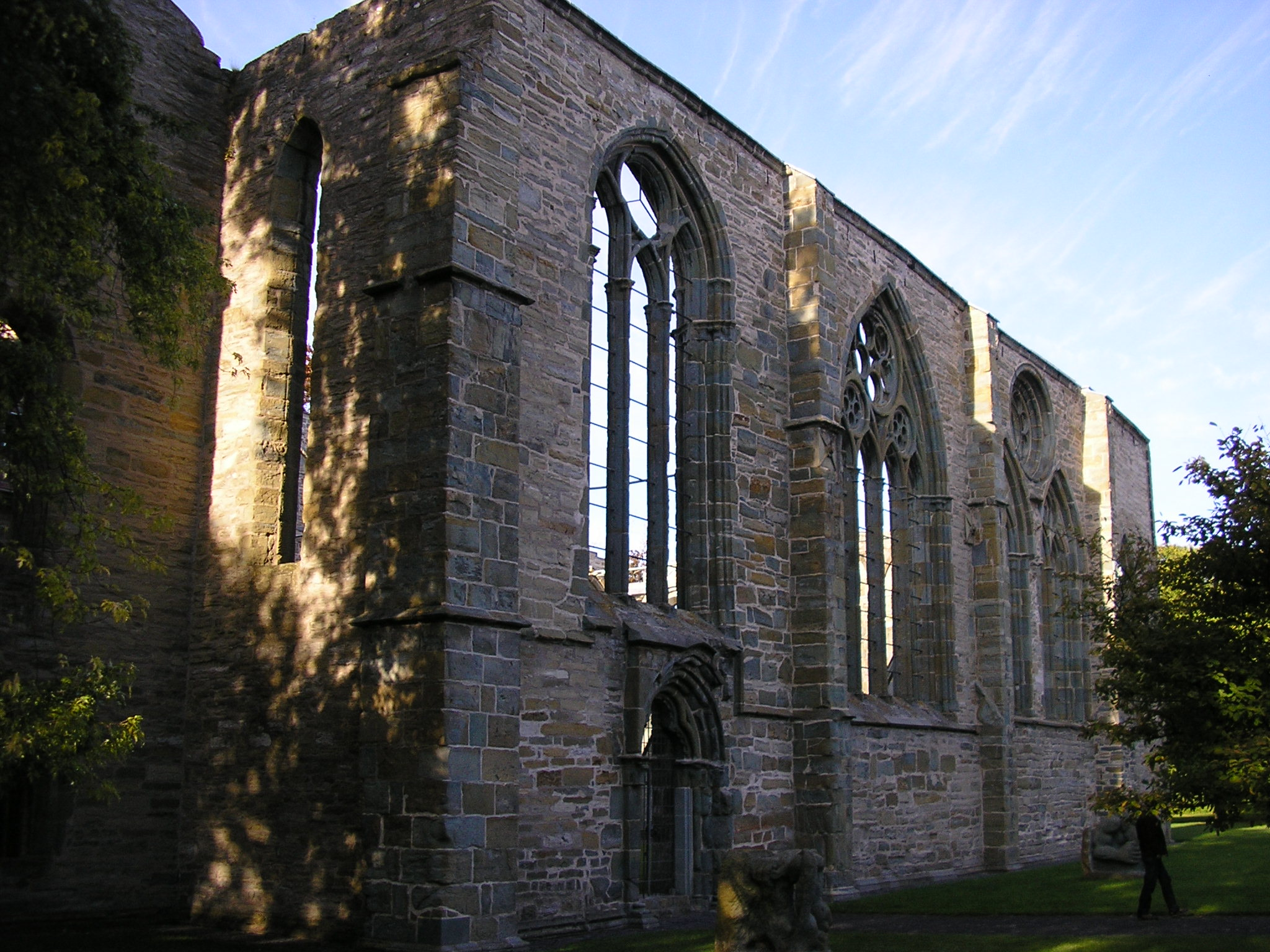
Ruïne van het augustinessenklooster, zogen. „Kleine Marienkirche“
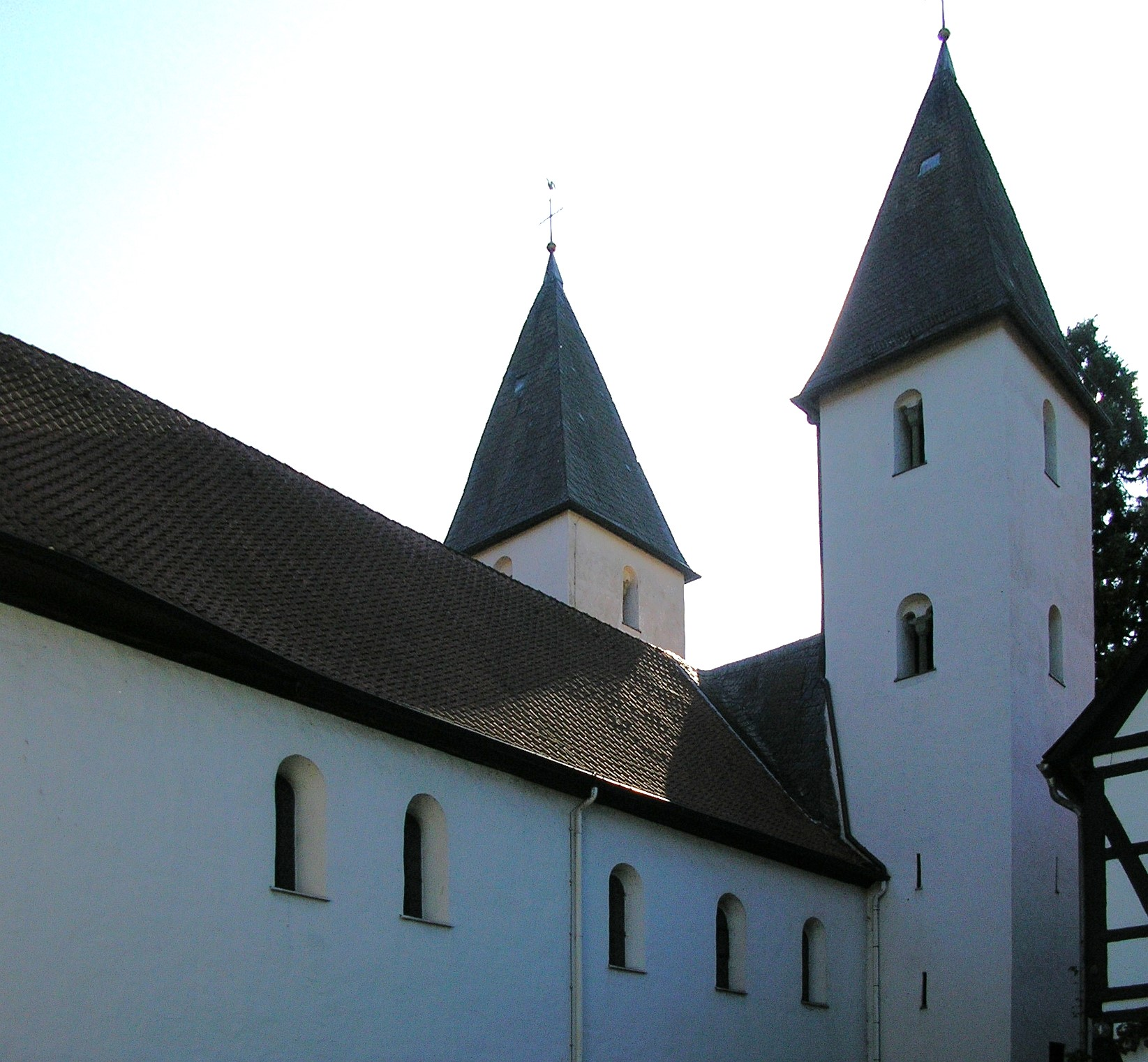
Lippstadt-Cappel, romaans kerkje Maria en Andreas
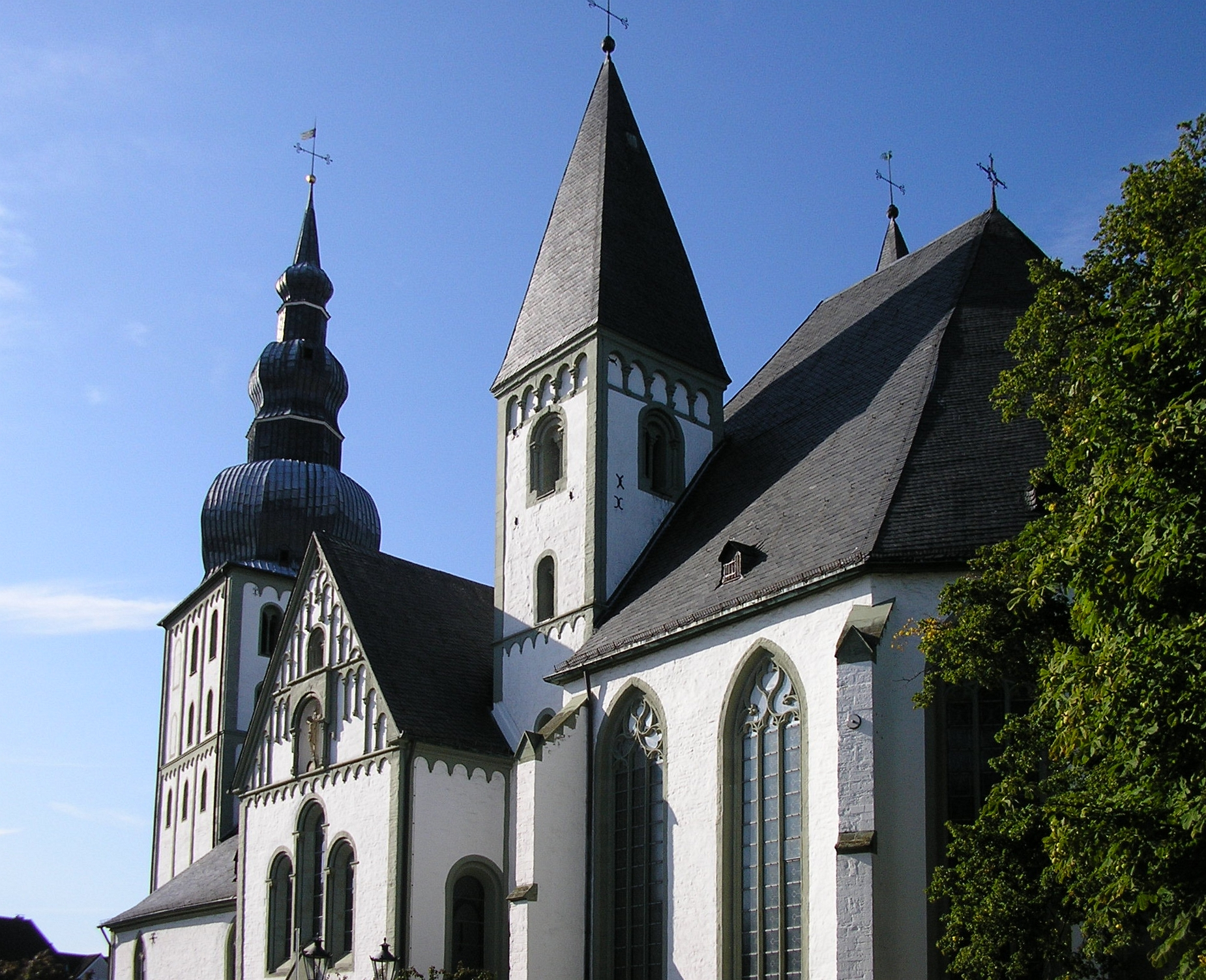
Evangelisch-lutherse Mariakerk
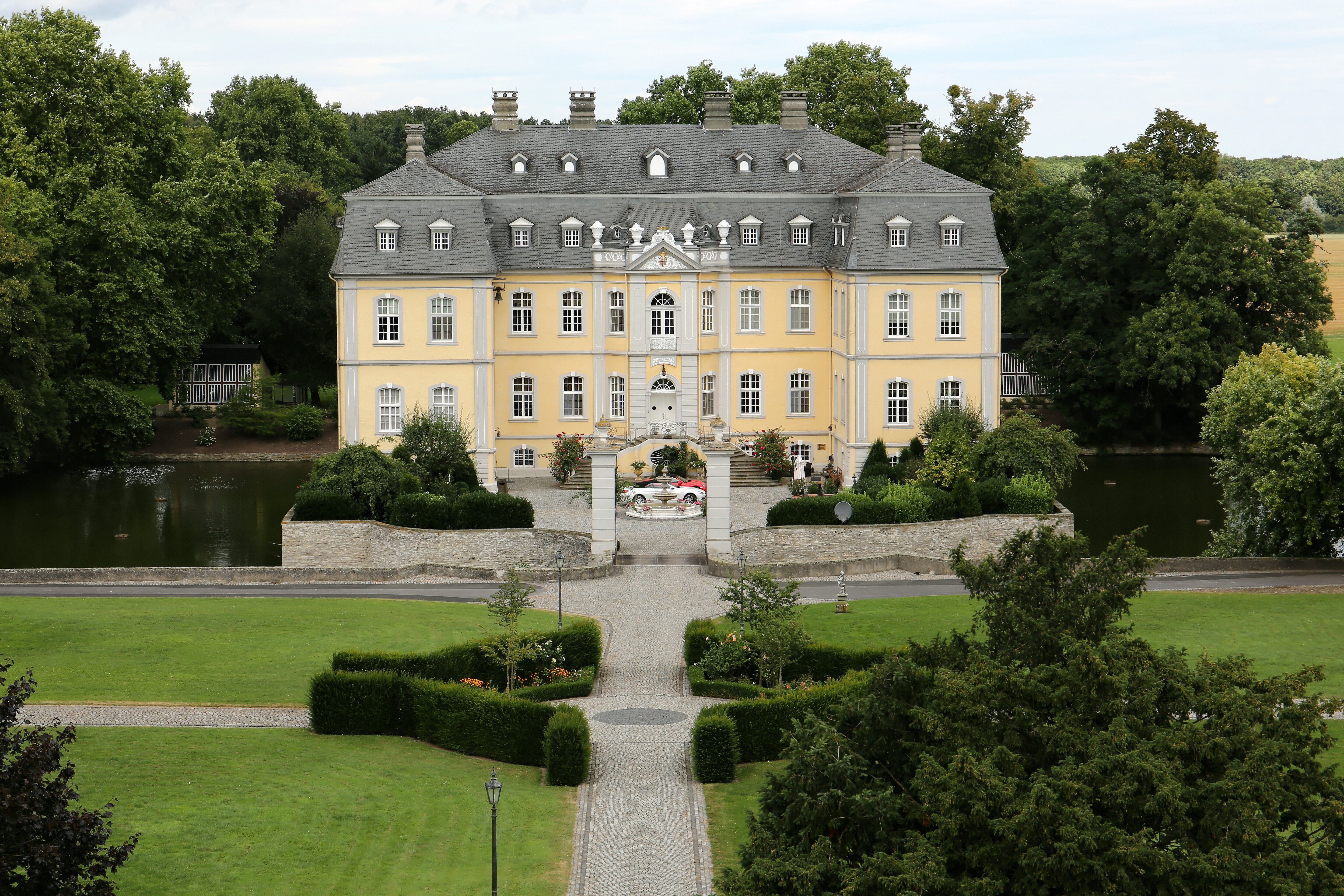
Kasteel Schwarzenraben
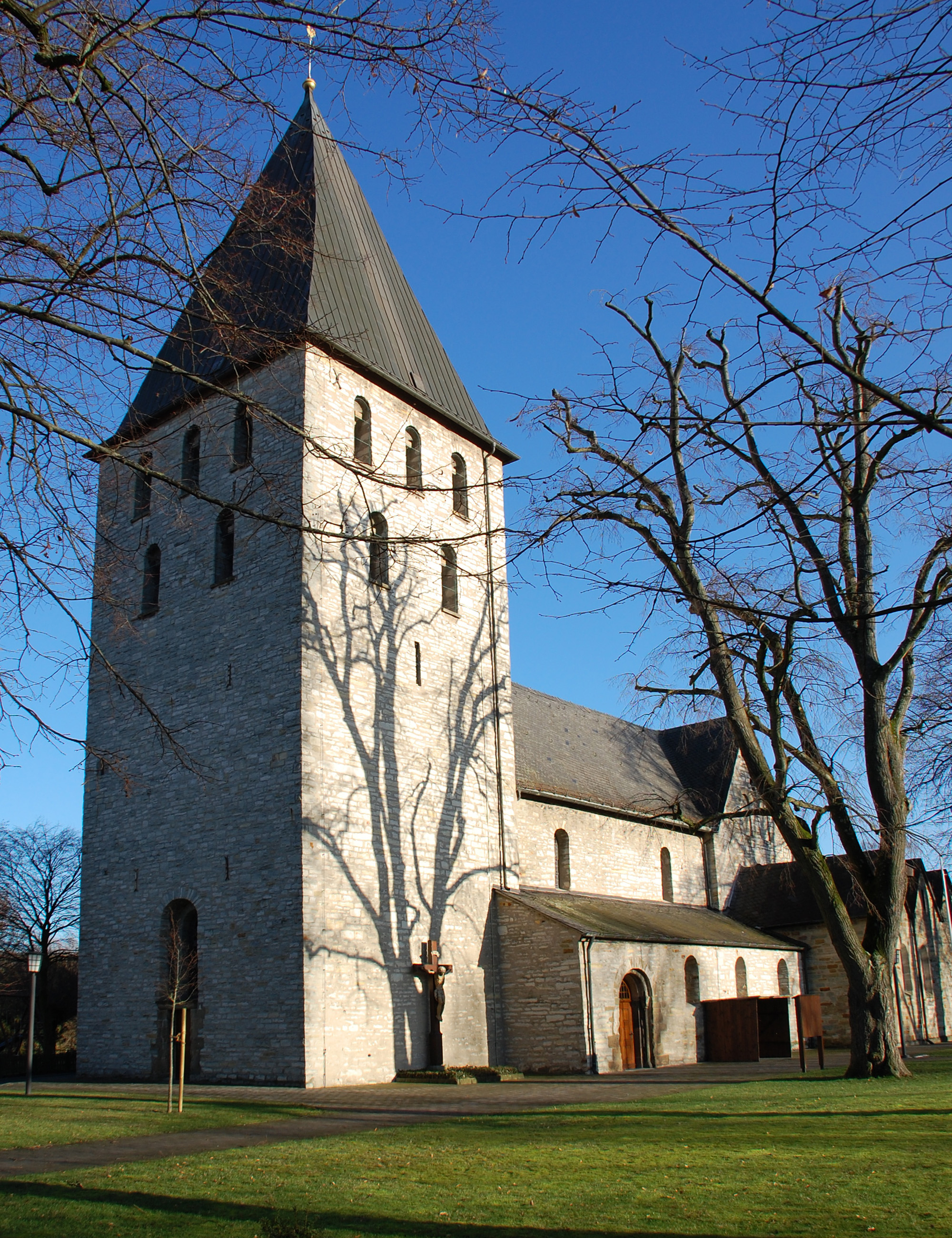
St. Martinuskerk Hörste
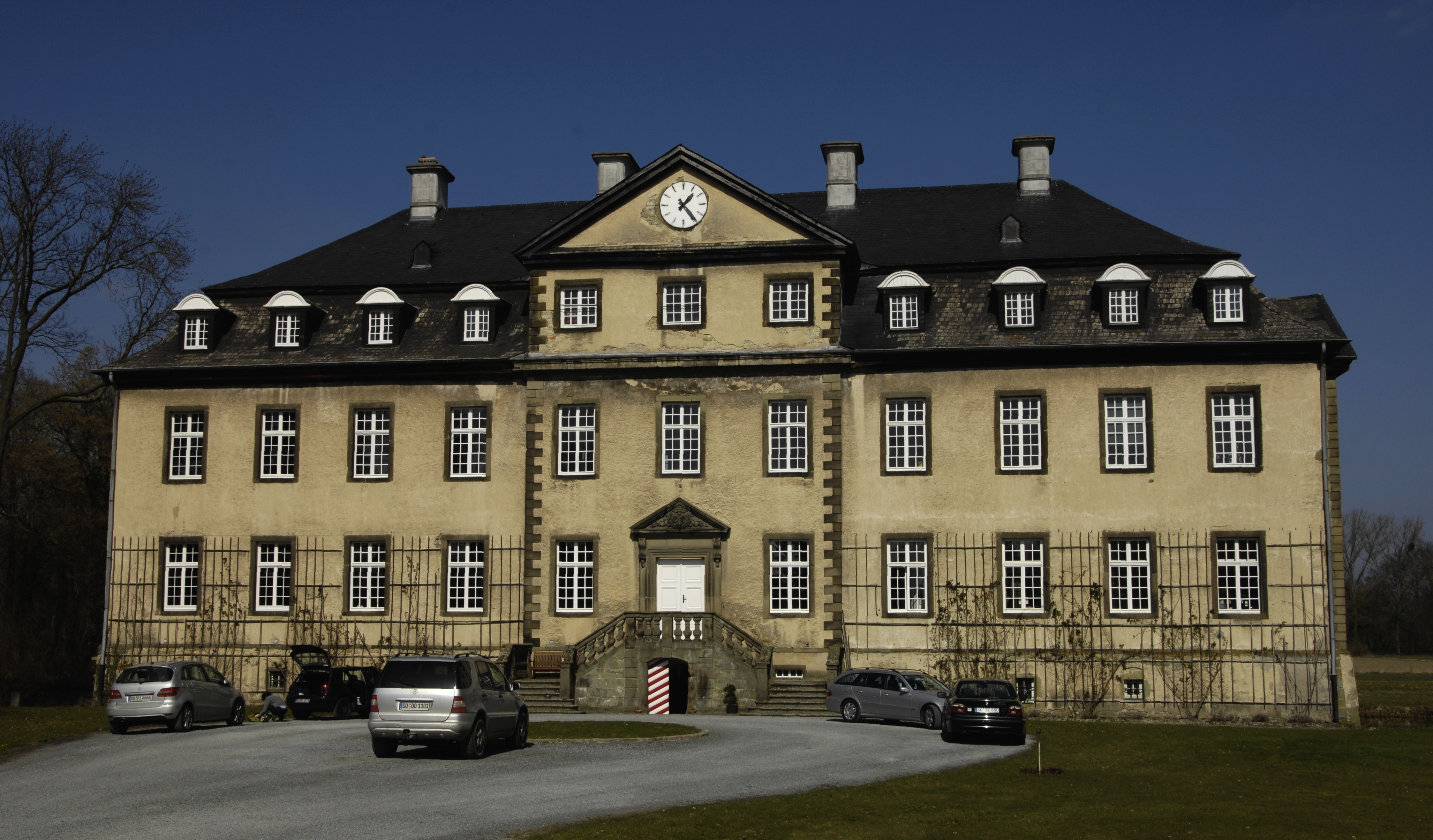
Kasteel Herringhausen, zuidgevel

Anröchte · Bad Sassendorf · Ense · Erwitte · Geseke · Lippetal · Lippstadt · Möhnesee · Rüthen · Soest · Warstein · Welver · Werl · Wickede